# Garbno (gmina Barciany)

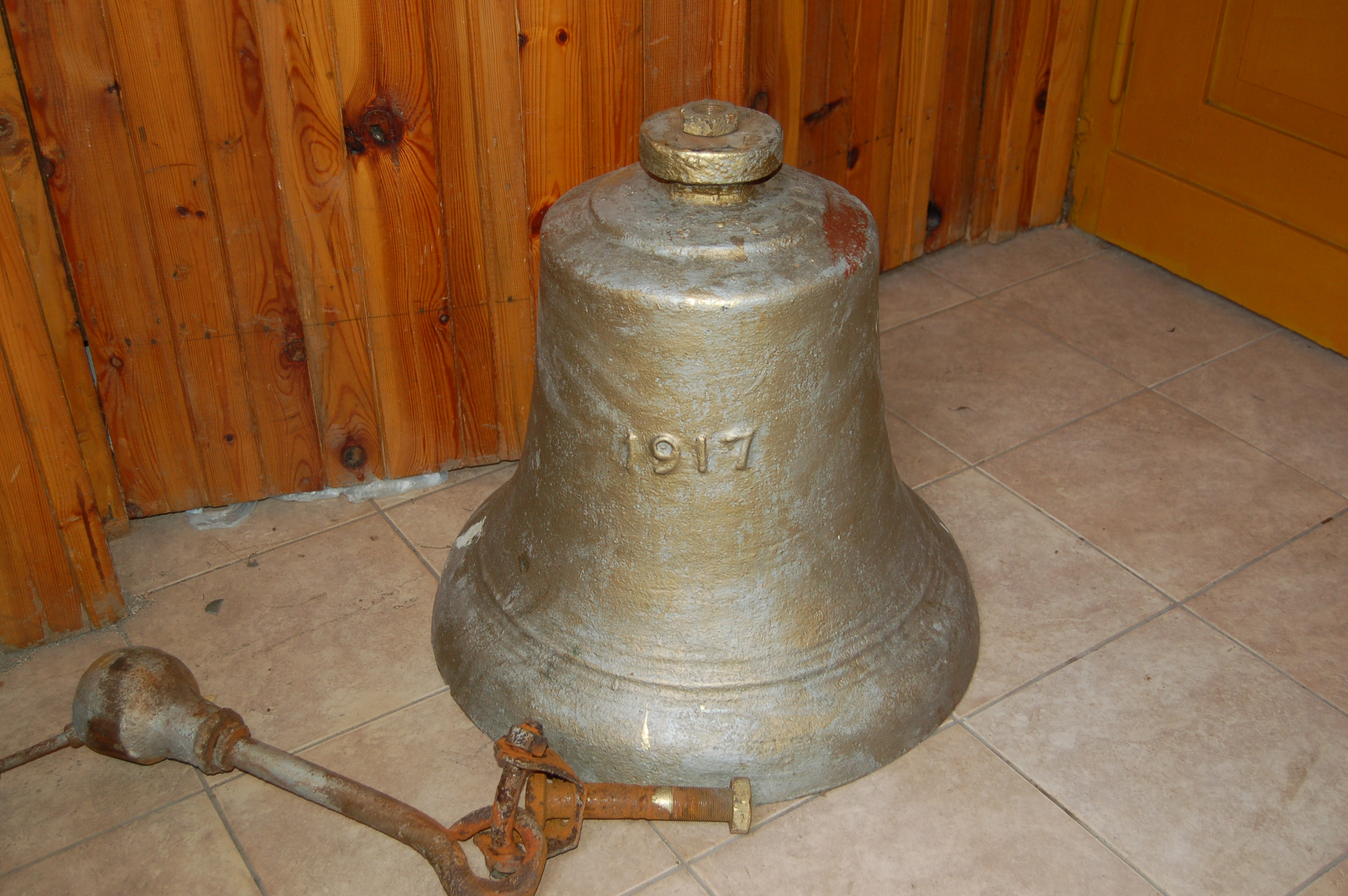
Dzwon z kościoła w Garbnie

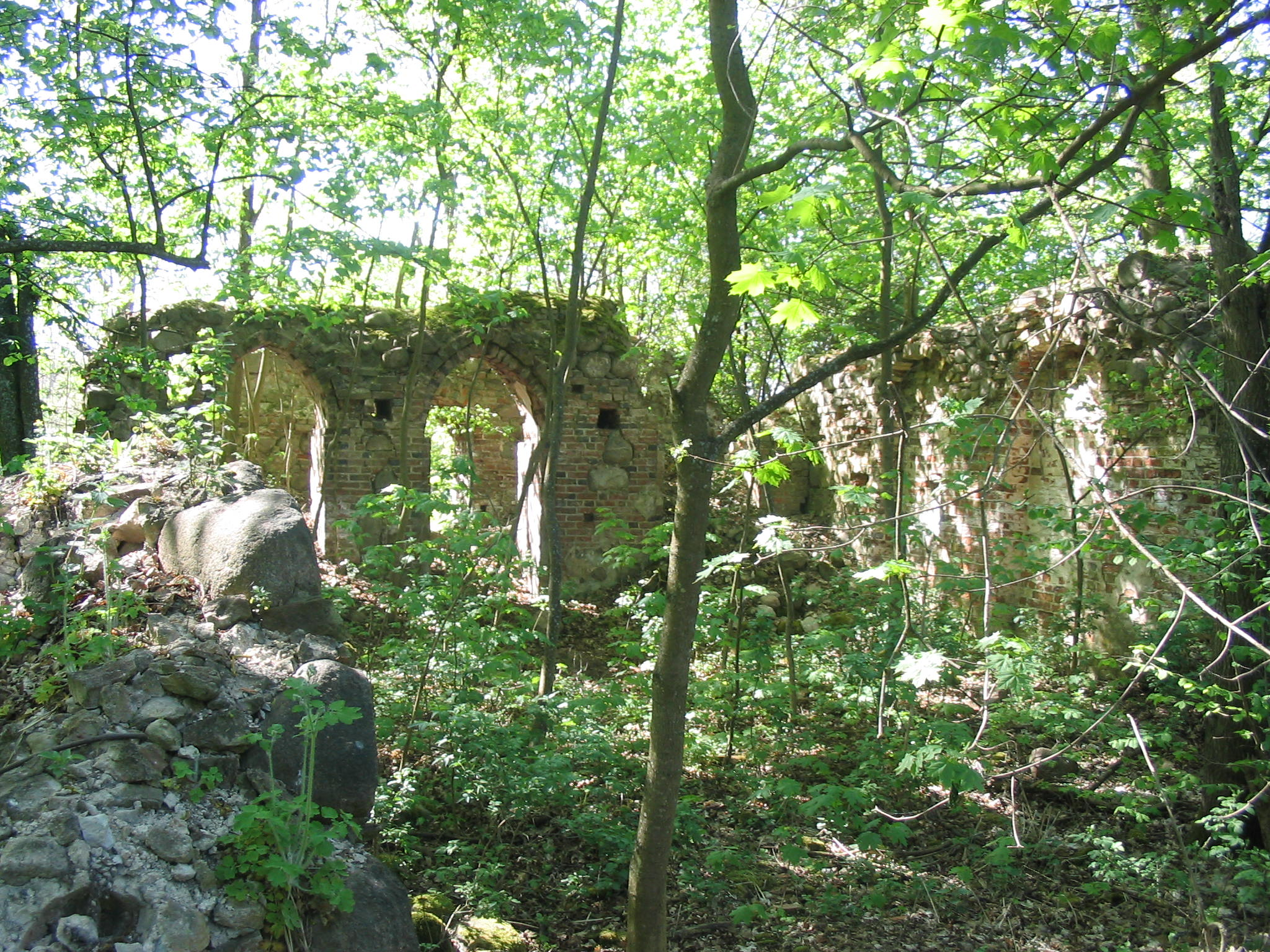
Ruiny kościoła w Garbnie

Garbno (niem. Laggarben) – wieś w Polsce, położona w województwie warmińsko-mazurskim, w powiecie kętrzyńskim, w gminie Barciany.
W latach 1975–1998 wieś należała administracyjnie do województwa olsztyńskiego.

Przed 1945 wieś należała do powiatu gierdawskiego. Nazwa wsi wywodzi się z języka pruskiego - Lagegarbis oznacza Wzgórze Lagisa (imię Lagis + garbis = wzgórze). Na wzgórzu mieściła się strażnica obronna (drewniano-ziemna). Powstała później wieś wzięła nazwę od wzgórza. Od niej powstała niemiecka nazwa Laggarben. Po 1945 przez ludność miejscową wieś nazywana jest "Garbonia". 

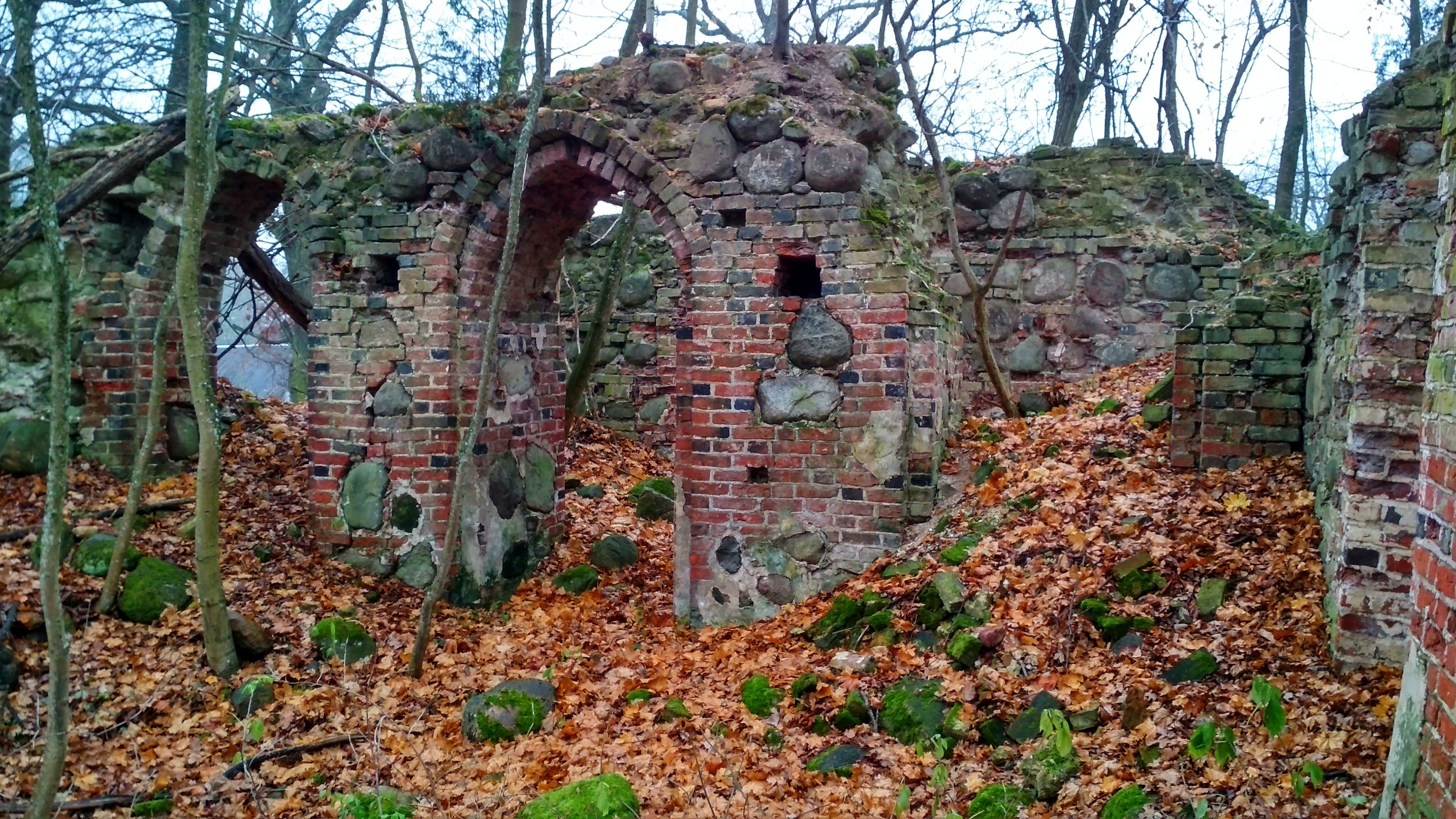

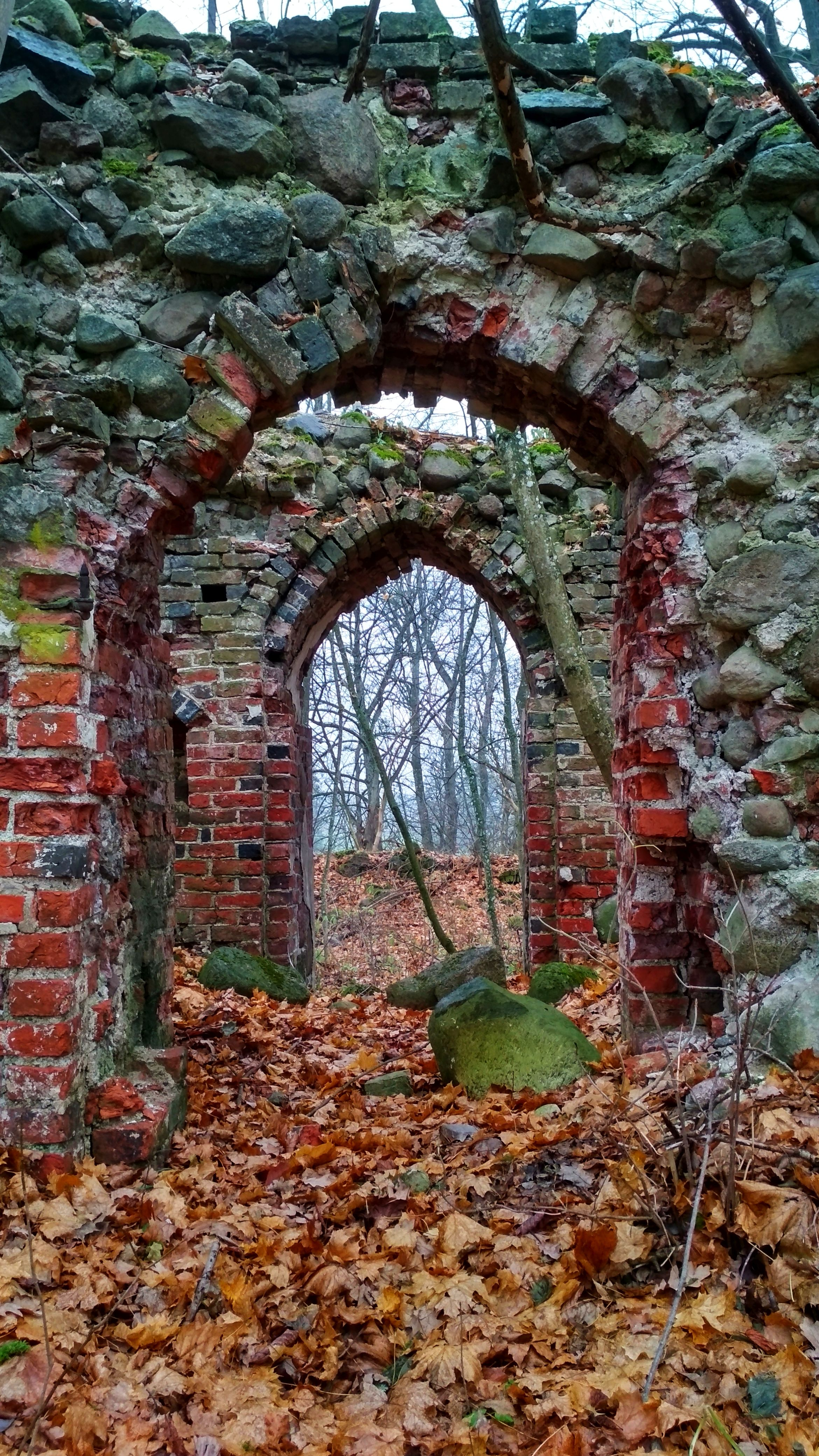

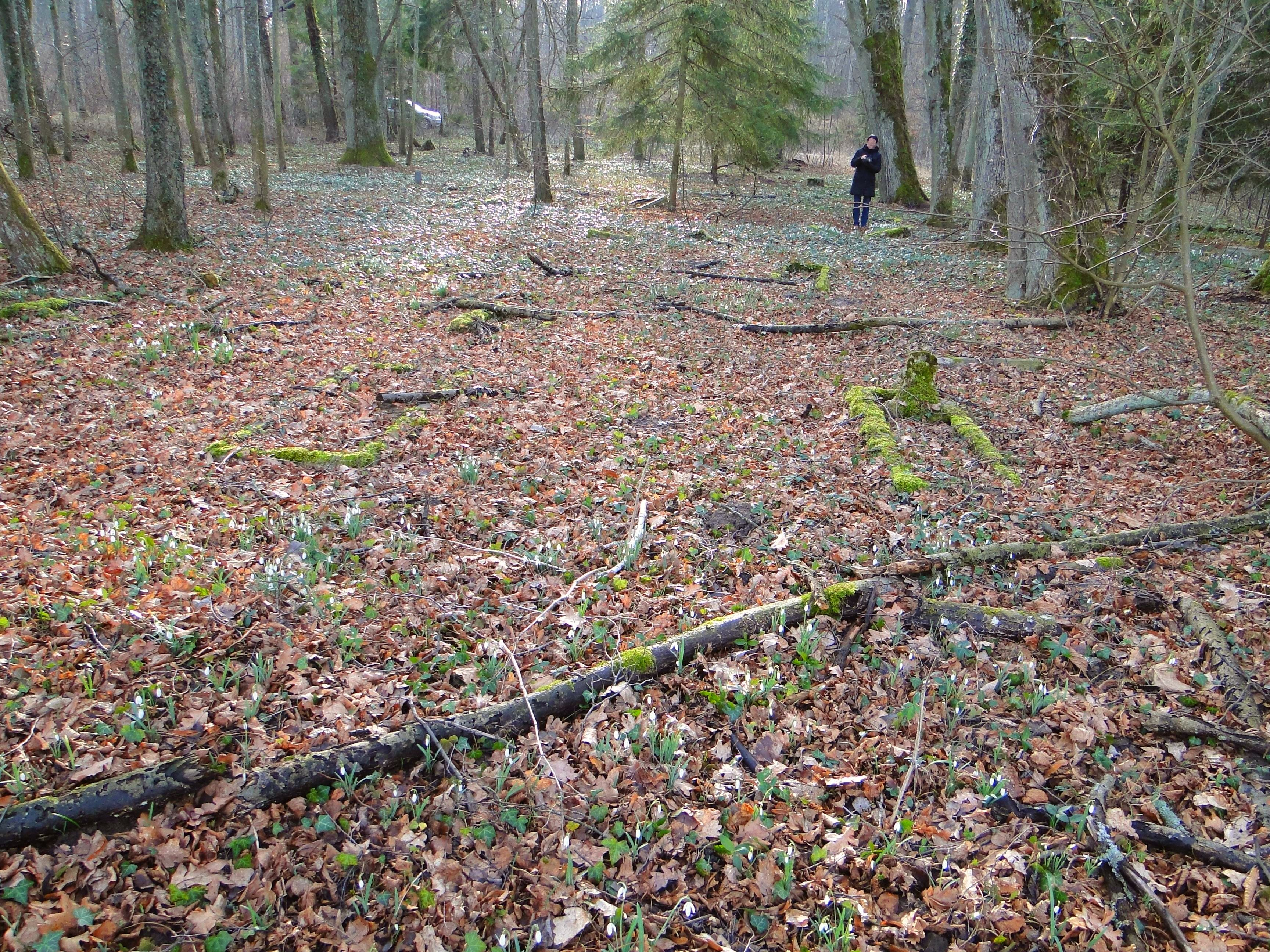
Pozostałości cmentarza.

Las, znajdujący się na południe od wsi nosił nazwę Kirchen Wald (las kościelny – najpewniej biorąc nazwę od kościoła parafialnego w Garbnie), w południowej części znajdowały się dawniej zabudowania kolonii wsi Krelikiejmy, obecnie po zabudowaniach nie ma śladu). Natomiast kompleks leśny znajdujący się na południowy zachód od Garbna, obecnie nazywany jest "Hajny" – dawna nazwa niem. Pfarr-Wald (las proboszcza). W jego części północnej znajduje się wzniesienie, dawniej noszące nazwę Winzen Hohe. W czasie drugiej wojny światowej w lesie tym zlokalizowane były magazyny amunicji. Do dzisiaj pozostało tu wiele elementów uzbrojenia. Z tego względu jest to miejsce często odwiedzane i penetrowane przez historyków-amatorów, poszukujących znalezisk z wykrywaczem metalu.Na skraju starego lasu w kierunku drogi prowadzącej do miejscowości Lwowiec znajdują się doskonale zachowane dwie osie strzelnicy, budowla pochodzi najprawdopodobniej z czasów II wojny. Po wschodniej stronie wsi (w kierunku na Solkieniki) dawniej znajdowało się zmeliorowane mokradło (niem. nazwa Kienbruch).Na północny zachód od ruin kościoła w odległości około 400 m. znajduje się staropruski kopiec strażniczy (grodzisko) lokalizacja tej budowli doskonale wykorzystywała w celach obronnych warunki terenowe. Wzgórze otoczone jest mokradłami, które nawet dziś po melioracjach i wybudowaniu drogi przeobrażają się w bagna. Na skraju miejscowości przy rozstaju dróg prowadzących do miejscowości Solkieniki i Kolonia Krelikiejmy znajduje się doskonale zachowany budynek szkoły .
Strumień przepływający przez wieś (w znacznej części zmeliorowany), przepływa przez dawne bagno Saaapan (obecnie łąki) i wpada do rzeki Liwny w pobliżu jej ujścia do Gubra, w pobliżu wsi Krelikiejmy.

## Integralne części wsi
| SIMC    | Nazwa      | Rodzaj     |
| ------- | ---------- | ---------- |
| 0469122 | Dobrzykowo | przysiółek |

## Historia
Około 1326 roku wybudowano na wzgórzu strażnicę lub gródek drewniano-ziemny, noszącą nazwę Lagegarbis (Wzgórze Lagisa). Później przy gródku powstała osada, nosząca tę samą nazwę. Wieś powstała z połączenia pruskich dóbr służebnych (z obowiązkiem służby zbrojnej oraz wartowniczej) z później założoną wsią czynszową. W 1400 roku były tu wówczas cztery dobra służebne oraz wieś czynszowa na 23 włókach, zamieszkana przez ludność pruską. W tym czasie we wsi były dwie karczmy. Jeszcze przed lokacją wsi, na przełomie XIV i XV w., zbudowano we wsi kaplicę pod wezwaniem św. Anny, przeznaczoną dla pielgrzymów. Posługę w kaplicy pełnił mnicha. W czasie wojny trzynastoletniej (1454-1466) wieś została mocno zniszczona. W 1480 w wyniku nowych nadań (otrzymali bracia Nickel i Jakub Rittau) utworzono majątek rycerski o obszarze 15 włók ziemi uprawnej na prawie chełmińskim i sześcioma morgami łąki położonej "przed obwałowaniem grodowym". Na pozostałych 10 włókach założono wieś czynszową na prawie chełmińskim, którą zasiedlili Prusowie. Mieszkańcy wsi czynszowej zobowiązani byli raz w roku załadować na wozy sól i zawieźć ją do zamku w Giżycku, stamtąd zaś przywieźć albo do Iławy Pruskiej albo do Frydlądu pół łaszta miodu. W tym czasie wybudowano kościół pod wezwaniem św. Anny, który otrzymał uposażenie w postaci 4 włók ziemi. Zarówno w okresie przed reformacją, jak i po 1525 r., kościół połączony był z parafią w Lwowcu.
Na przełomie XVI/XVII w., a na pewno w 1709 r., wieś stanowiła już własność szlachecką. Właścicielem majątku, na który złożyły się ziemi wsi jak i wczęsniejszego majątku rycerskiego, był Fryderyk Wilhelm von Schaffstädt. Według danych z 1785 r., wieś i folwark posiadał kapitan von Troyen. W 1820 r. nowym właścicielem była rodzina Jungschulz von Röbern, która w miejscowym kościele zbudowała swój grobowiec rodowy. Z inicjatywy nowych właścicieli dóbr ziemskich wybudowano wieżę kościelną o konstrukcji szkieletowej, osadzonej na korpusie budowli. Na początku XIX uwłaszczono chłopów i powstała wolna wieś czynszowa.
W 1889 r. majątek ziemski Garbno, wraz z folwarkiem Dobrzykowo, liczył łącznie 790 ha (w tym 201 ha lasu).
W 1928 r. we wsi mieszkało 165 ludzi. W czasie drugiej wojny światowej wieś uległa zniszczeniu, w tym kościół. Po 1945 obszar dawnego majątku scalono ze wsią.
Od XIV w. do 1748 była to własność rodu von Schaffstädt. Zniszczona została podczas najazdu tatarskiego 1656.
W latach 1946–1948 mieściła się tu siedziba nadleśnictwa (najpierw przeniesiona z Gierdaw, następnie gdy miejscowość ta znalazła się na terenie ZSRR, przeniesiono nadleśnictwo do miejscowości Markuzy)
Około 1970 r. ruiny kościoła całkowicie usunięto, pozostał jedynie stary cmentarzyk z XIX w. Drugi cmentarz – na krańcu wsi. W 1970 r. we wsi było 103 mieszkańców, istniała szkoła czteroklasowa oraz punkt biblioteczny.

## Kościół
Miejscowy kościół pw. św. Anny powstał na przełomie XIV/XV w. jako budowla gotycka, kamienno-ceglana, o salowym wnętrzu. Był świątynią pielgrzymkową, podobno usytuowaną na miejscu pogańskiego kultu pruskiego. Parafia powstała na początku XV w., od 1525 była to świątynia ewangelicka. Przed reformacją parafia należała do archiprezbiteratu sępopolskiego. Kościół został przebudowany około 1800 r. Skromne wyposażenie wnętrza było barokowe. Kościół został mocno zniszczony w 1945, najprawdopodobniej powodem uszkodzenia budowli było zdetonowanie magazynów amunicji, znajdujących się w pobliskim lesie, potoczne zwanym przez ludność miejscową "Hajny". Uszkodzenie budowli przy niesprzyjającym nastawieniu ówczesnych władz, doprowadziło do ruiny kościoła. W latach osiemdziesiątych XX w. była planowana jego odbudowa. Wielkie kamienne naczynie (kropielnica) została przeniesiona z ruin kościoła do kościoła we Lwowcu. Obecnie znajduje się we wnętrzu wieży kościoła w Lwowcu.
Podobny los spotkał dzwon Garbnowskiego kościoła, trafił on do Parafii Prawosławnej w Kętrzynie przy ul. Limanowskiego 9, gdzie w 2008 r. zdjęty został z wieży i zastąpiony nowym. Dzwon do końca 2008 r. znajdował się w przedsionku cerkwi, posiada pęknięcia i otwór mogący pochodzić od kuli karabinowej, na jego zewnętrznej stronie znajduje się odlana data 1917 r. Jego dalsza przyszłość jak do tej pory nie jest sprecyzowana.
Przy kościele zlokalizowany był cmentarz, obecnie zniszczony i mało widoczny. Z relacji okolicznej ludności wynika, iż w kościelnych kryptach znajdowały się zmumifikowane ludzkie zwłoki, w tym zwłoki młodej dziewczyny ubranej w białą suknię z welonem.